# Martha Lucía Ospina Martínez
Martha Lucía Ospina Martínez es una médica, científica y epidemióloga colombiana que se desempeña desde 2023 como Presidente Ejecutiva de la Red Hospitalaria Méderi (Bogotá, Colombia), el hospital más grande de Colombia.
La doctora Ospina ha sido Viceministra de Salud, directora de Epidemiología y Demografía del Ministerio de Salud; Directora de la Cuenta de Alto Costo, y es titular de la cátedra de Gestión de Riesgo en Salud de la Universidad Javeriana desde hace 17 años.
Es también la primera mujer en 105 años en liderar el Instituto Nacional de Salud de Colombia, entidad que dirigió durante 7 años hasta noviembre de 2022. Es también la primera colombiana que hizo parte del Consejo Directivo de la Asociación Mundial de Institutos Nacionales de Salud Pública.
Con una larga trayectoria en investigación y en gestión pública cuenta con más de 50 artículos publicados y ha participado en la elaboración de más de 20 libros, manuales y protocolos, Fue Special Advisor del Departamento de Salud de la Universidad Internacional de Florida - FIU.

## Trayectoria
Ospina estudió medicina en la Pontificia Universidad Javeriana graduándose en 1993. Posteriormente en 2000 realizó una maestría en epidemiología en la Universidad del Valle y una segunda maestría en farmacoeconomía en la Universidad Pompeu Fabra en 2011.
Cursó dos espacializaciones:
- Especialista en Gestión de la Salud de la Universidad ICESI - CES (Cali, Colombia).
- Especialista en Epidemiología de Campo

En 2001 se desempeñó como jefa de epidemiología en empresas prestadoras de servicios de salud privadas, y en 2012 fue directora técnica en el ministerio de salud y protección social de Colombia, pasando a ser viceministra del mismo ministerio desde 2012 a 2013. Entre 2016 y 2022 fue directora general del Instituto Nacional de Salud de Colombia.

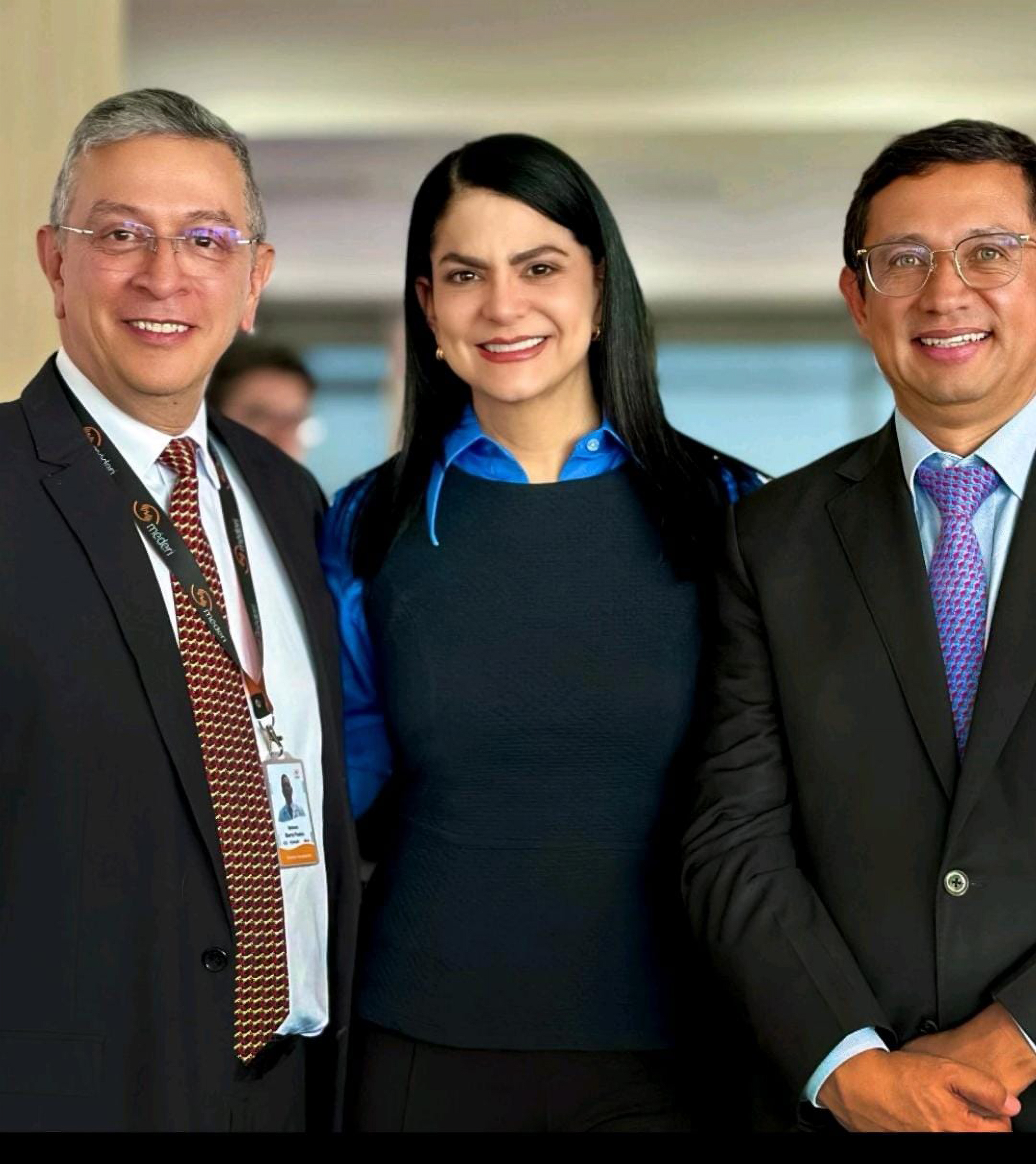
Dra. Martha Lucía Ospina junto al Dr Nelson Sierra, Director Hospitalario de Méderi, y el Dr Helbert Arévalo, Subdirector Técnico.

### Liderazgo durante la emergencia sanitaria causada por el SARS-CoV-2
Ospina es reconocida por liderar una estrategia que logró articular diferentes laboratorios de origen público y privado para la realización de pruebas diagnósticas de SARS-CoV-2 a nivel nacional, de manera paralela impulsó el desarrollo de actividades de capacitación del personal de salud en Colombia; estas actividades permitieron ejercer un control y seguimiento de la pandemia en el país. Sus iniciativas la han hecho merecedora de varios premios a nivel nacional.

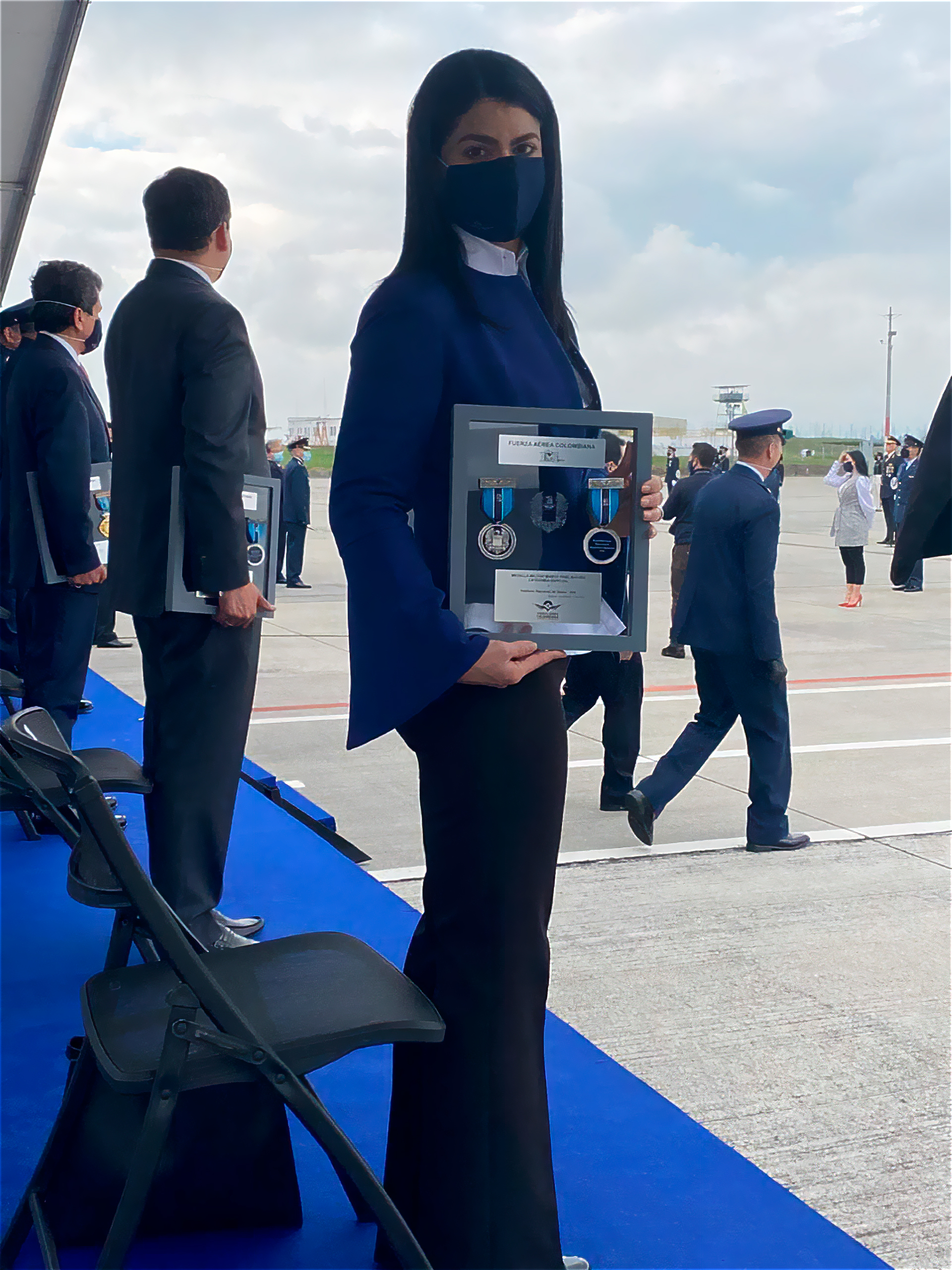
La Fuerza Aérea Colombiana, durante la celebración de sus 101 años de existencia, exaltó la labor del Instituto Nacional de Salud y el liderazgo de la Dra. Martha Ospina, por los servicios prestados a Colombia en la pandemia (noviembre de 2020).

Como directora del INS apareció en varias oportunidades en las alocuciones presidenciales del jefe de Estado Iván Duque, presentando las estrategias propuestas por las autoridades sanitarias para contener la pandemia en Colombia.

## Reconocimientos
- Medalla Orden al Mérito Vallecaucano (2019)
- Premio Especial Revista Portafolio - "Investigación Científica" (2020)[9]
- Colombiano ejemplar - Diario El Colombiano "Liderazgo frente a la pandemia" (2021)[10]

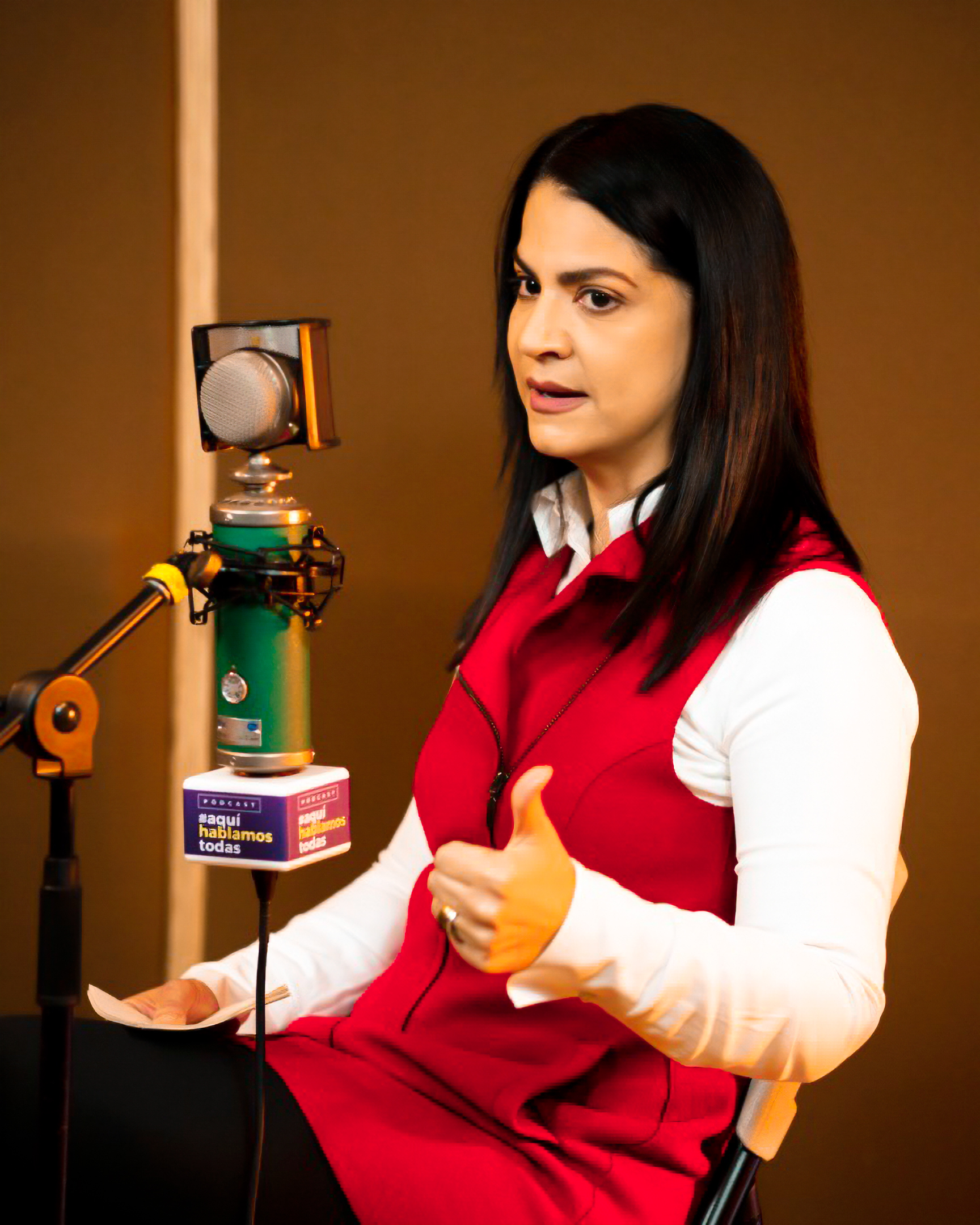
Participación de la Dra. Ospina en el Podcast “Aquí hablamos todas”.

- Participación de la Dra. Ospina en el Podcast “Aquí hablamos todas”.Mujer del año en la salud - Fundación She Is (2021)[11]
- Premio Mujer Cafam (2022)[12]

## Publicaciones seleccionadas
- Genomic Epidemiology of Severe Acute Respiratory Syndrome Coronavirus 2, Colombia. Laiton-Donato K, Villabona-Arenas CJ, Usme-Ciro JA, Franco-Muñoz C, Álvarez-Díaz DA, Villabona-Arenas LS, Echeverría-Londoño S, Cucunubá ZM, Franco-Sierra ND, Flórez AC, Ferro C, Ajami NJ, Walteros DM, Prieto F, Durán CA, Ospina-Martínez ML, Mercado-Reyes M. Emerg Infect Dis. 2020 Dec;26(12):2854-2862. https://wwwnc.cdc.gov/eid/article/26/12/20-2969_article
- Un siglo del Instituto Nacional de Salud y una proyección para los próximos años. Ospina Martínez ML. Biomédica. 2017 Dec 1;37(4):441-443. https://doi.org/10.7705/biomedica.v37i4.4252
- Novel Highly Divergent SARS-CoV-2 Lineage With the Spike Substitutions L249S and E484K. Laiton-Donato K, Usme-Ciro JA, Franco-Muñoz C, Álvarez-Díaz DA, Ruiz-Moreno HA, Reales-González J, Prada DA, Corchuelo S, Herrera-Sepúlveda MT, Naizaque J, Santamaría G, Wiesner M, Walteros DM, Ospina Martínez ML, Mercado-Reyes M.Front Med (Lausanne). 2021 Jun 28;8:697605. https://www.frontiersin.org/articles/10.3389/fmed.2021.697605/full
- Pregnancy, Birth, Infant, and Early Childhood Neurodevelopmental Outcomes among a Cohort of Women with Symptoms of Zika Virus Disease during Pregnancy in Three Surveillance Sites, Project Vigilancia de Embarazadas con Zika (VEZ), Colombia, 2016-2018. Mercado-Reyes M, Gilboa SM, Valencia D, Daza M, Tong VT, Galang RR, Winfield CM, Godfred-Cato S, Benavides M, Villanueva JM, Thomas JD, Daniels J, Zaki S, Reagan-Steiner S, Bhatnagar J, Schiffer J, Steward-Clark E, Ricaldi JN, Osorio J, Sancken CL, Pardo L, Tinker SC, Anderson KN, Rico A, Burkel VK, Hojnacki J, Delahoy MJ, González M, Osorio MB, Moore CA, Honein MA, Ospina Martinez ML. Trop Med Infect Dis. 2021 Oct 12;6(4):183. https://doi.org/10.3390/tropicalmed6040183
- [Advances in eHealth in Colombia: adoption of the National Cancer Information System]. Rivillas JC, Huertas Quintero JA, Montaño Caicedo JI, Ospina Martínez ML. Rev Panam Salud Publica. 2014 May-Jun;35(5-6):446-52.